# 닉 주니어

닉 주니어는 니켈로디언에서 만든 어린이 채널이다.

## 연혁
- 1999년 10월-1차 개국.(당시에는 노긴(Noggin)이라는 이름으로 개국함.)
- 2009년 2월 24일-1차 폐국.
- 2009년 10월 28일-2차 개국(이 때 현재 이름이 됨.)

## 채널번호
- 디시 네트워크-169번(SD/HD 모두 송출)
- AT&T U-verse-320번
- 버라이즌 FiOS-252번(미국 동부)/265번(미국 서부)
- 타임 워너 케이블-154번, 174번
- DirecTV-301번/1301번(VOD 전용)
- 스타 트랙 허브-131번 또는 304번
- 컴캐스트-120번, 223번
- 버진 미디어-715번